# Ólafur Stefánsson (håndboldspiller)
 For alternative betydninger, se Ólafur Stefánsson. (Se også artikler, som begynder med Ólafur Stefánsson)
Ólafur Stefánsson (født 3. juli 1973 i Reykjavik, Island) er en islandsk håndboldspiller, der pr. 2013 spiller i Lakhwiya Sports Club i Qatar. Han spillede for AG København indtil de gik konkurs i 2012. Han har tidligere spillet for den tyske Bundesligaklub Rhein-Neckar Löwen, hvortil han kom i 2009, og har tidligere spillet for en anden Bundesligaklub, SC Magdeburg, samt for BM Ciudad Real. Med Magdeburg vandt han i 2002 Champions League, og med Ciudad Real i 2006 og 2008.

## Landshold
Stefánsson har i en årrække været en af de absolut vigtigste spillere på det islandske landshold. Han har 329 landskampe 300 gange og scoret over 1562 mål.